# Киндровка
Киндровка (укр. Кіндрівка) — село, Ялинцовский сельский совет, Кременчугский район, Полтавская область, Украина.
Код КОАТУУ — 5322487003. Население по переписи 2001 года составляло 65 человек.

## Географическое положение
Село Киндровка находится в 3,5 км от левого берега реки Днепр, в 5-и км от плотины Кременчугского водохранилища, примыкает к селу Михайленки.

## История
- Есть на карте 1869 года как отметка без подписи.[2]

- В 1911 году на хуторе Киндровка жило 193 человека.[3]